# Mitrospingus cassinii
La tangara carinegruzca (en Costa Rica, Panamá y Ecuador) (Mitrospingus cassinii), también denominada maraquera carisucia (en Colombia) o frutero de cara oscura, es una especie de ave paseriforme de la familia Mitrospingidae una de las dos pertenecientes al género Mitrospingus (anteriormente situada en Thraupidae). Es nativa del sureste de América Central y del noroeste de América del Sur.

## Distribución y hábitat
Se distribuye desde la costa caribeña de Costa Rica, por Panamá, hasta la pendiente del Pacífico del oeste de Colombia y Ecuador.
Es una especie de comportamiento gregario, considerada localmente común en su hábitat natural, el denso sotobosque de los bordes de selvas húmedas por debajo de los 800 m de altitud.

## Descripción
Mide en torno a los 18 cm de longitud y pesa entre 32 y 41 gr. Ambos sexos son muy similares en cuanto a su plumaje. Presentan una coronilla amarilla y el resto de su cara es negra, formando una máscara, sobre la que destaca su iris blanco grisáceo. La mandíbula superior es negruzca con la base gris azulado y la mandíbula inferior es de color gris azulado. Las patas son grises. Sus partes superiores son de un gris oscuro, gris claro en la garganta y el pecho de color verde oliva.

## Alimentación
La especie se alimenta principalmente de frutos pequeños y artrópodos. Entre los frutos de los cuales se alimenta han sido registrados los de varias especies de las familias Melastomataceae, Rubiaceae y Solanaceae.

## Sistemática

### Descripción original
La especie M. cassinii fue descrita por primera vez por el ornitólogo estadounidense George Newbold Lawrence en 1861 bajo el nombre científico Tachyphonus cassinii; localidad tipo «Lion Hill, Panamá».
Su epíteto cassinii se estableció en honor al ornitólogo estadounidense John Cassin.

## Taxonomía
A pesar del género Mitrospingus estar colocado tradicionalmente en la familia Thraupidae, datos genético-moleculares de Barker et al. (2013) (2015) encontraron que formaba un grupo monofilético junto a la tangara verdioliva (Orthogonys chloricterus) y a la tangara piquirroja (Lamprospiza melanoleuca) y lejano a las otras especies de esa familia, por lo tanto, propusieron su inclusión en una nueva familia Mitrospingidae. El cambio taxonómico fue aprobado por la American Ornithological Society y ya incorporado por las principales clasificaciones, como el Congreso Ornitológico Internacional (IOC) y Clements checklist v.2018.

### Subespecies
Según la clasificación del IOC y Clements Checklist se reconocen dos subespecies, con su correspondiente distribución geográfica:
- Mitrospingus cassinii costaricensis Todd, 1922 – tierras baja caribeñas de Costa Rica (desde Heredia) hacia el sur hasta el extremo noroeste de Panamá (vecindades de Almirante Bay).
- Mitrospingus cassinii cassinii (Lawrence, 1861) – tierras bajas caribeñas del oeste de Panamá (desde  Veraguas y Laguna de Chiriquí hacia el este hasta el este de Darién, también localmente en la pendiente del Pacífico); y Colombia en el extremo norte de los Andes occidentales (río Nechí) hacia el este hasta la Serranía de San Lucas, hacia el sur por la pendiente orienaal de los Andes centrales en Caldas (hasta Tasajos; La Victoria), y en todo la pendiente del Pacífico (desde Chocó) hacia el sur hasta el oeste de Ecuador (al sur hasta Guayas).